# Refugio San Roque
El refugio San Roque fue un refugio antártico de Argentina ubicado en la isla Robertson en el extremo este de los nunataks Foca frente a la costa Nordenskjöld al este de la península Antártica. Inaugurado el 1 de octubre de 1956, estaba administrado por el Ejército Argentino.
A principios de la década de 1960 consistía de una construcción de madera de 2 m x 2 m x 2 m con provisiones para cuatro personas durante seis meses.
Actualmente se encuentra inhabilitado. El refugio había sido ocupado y utilizado en diversas operaciones.
Es uno de los 18 refugios que se hallan bajo responsabilidad de la base Esperanza, que se encarga de las tareas de mantenimiento y cuidado.